# Michael Reudenbach
Michael Reudenbach (* 13. September 1956 in Aachen) ist ein deutscher Komponist. Er tritt als Interpret Alter und Neuer Musik auf und ist Herausgeber vorwiegend von Musik des 17. Jahrhunderts.

## Leben und Wirken
Nach einer Ausbildung zum Kirchenmusiker von 1976 bis 1982 studierte Reudenbach ab 1986 Komposition bei Joachim Blume in Köln und Denis Cohen in Paris. 1984 nahm er an Interpretationskursen von Philippe Herreweghe teil. 1990/1991 besuchte er Kompositionskurse von Helmut Lachenmann und Mathias Spahlinger.
Er unterrichtete Musiktheorie, Analyse und Gehörbildung an der Kirchenmusikhochschule Aachen (1982–1999) und an der HfM Karlsruhe (1999–2016), Komposition bei der Stuttgarter Solitude Sommerakademie (2005), bei den Darmstädter Ferienkursen (2006) und an den Musikhochschulen Dresden und Stuttgart (Vertretungsprofessuren zwischen 2012 und 2015). Von 2016 bis 2022 war er an der Hochschule für Musik und Darstellende Kunst Frankfurt am Main Professor für Komposition und Musiktheorie.
Michael Reudenbach erhielt Preise und Stipendien unter anderem von der Akademie Schloss Solitude und der Heinrich-Strobel-Stiftung des SWR.

## Werke
- mirlitonnades pour petite flûte (1991)
- Choral für Stimme und 5 Instrumente (1991)
- Szenen, Standbilder für 4 Instrumente (1992, 1993–1995)
- duo pianism für 2 Klaviere (1993)
- … Zitate, Berührungen … für Bassklarinette, Harfe, Kontrabass, Schlagzeug und Zuspiel-CD (1993, revidiert 2000)
- Danach für Streichquintett (1994)
- Noch nicht – Nicht mehr für Stimmen und Zuspiel-CD (1997, revidiert 2014)
- Zählergesang für Ensemble (1997)
- Fond III für Bassflöte (auch Radio) Violoncello und Klavier (1998)
- (Bruch)Stück(e) für 6 Instrumente (1999)
- Abdruck für 5 Sprecher, 41 Instrumentalisten und Zuspielung (2000–2001)
- kommen – Überschreibungen für 5 Stimmen (2001)
- Schnitt & Fortsetzung für Flöte, Harfe, Gitarre, Klavier und Pauke (2003)
- und aber. Musik für Streichquartett (2004)
- Madrigal für Ensemble (2005/2006)
- Stück=Werk für 7 Instrumente (2006-…)
- Trio. Studie für Klavier, Violine und Violoncello (2007)
- ahto. Musik für 8 Instrumente (2008)
- Stratton für Ensemble (2008/2009)
- Trio 3 für Bassetthorn, Bassklarinette und Klavier (2009)
- Still für fünf Instrumente (2012/13)
- white radiation – LichtKlang-Abtastungen für Roboter, Objekte und 16 Streicher (2013–2014) – in Zusammenarbeit mit Joachim Fleischer (Roboterchoreographie und Licht)
- 5 Raumetüden für Stimmen (2015–2016)
- Fragmente ohne Titel für 2 x 3 Instrumente (2016)
- Hossdorfs Laboratorium – 5 Modellversuche für Ensemble in einem 360°-Konzertraum (2016–2017)
- Was noch. für 24 Stimmen mit Texten von Jürgen Becker (2023)

## Schriften (Auswahl)
- Laut und Leise (M. Reudenbach im Gespräch mit Yvonne Charl). In: Unerhört – Konkrete und visuelle Poesie. Aachen 1999, S. 129–131.
- Toccatina. Eine Erinnerung. In: auf(-) und zuhören. 14 essayistische Reflexionen über die Musik und die Person Helmut Lachenmanns. Hofheim 2005, S. 55–65.
- Gedächtnisbilder. In: Musik-Kulturen – Darmstädter Diskurse 2. Saarbrücken 2008, S. 167–171.
- Vom Umkehren. In: KunstMusik – Schriften zur Musik als Kunst. Heft 13. Köln 2010, S. 37–45.
- Die Zukunft von der Vergangenheit befreien? Die Vergangenheit von der Zukunft befreien? Gedanken zu Mathias Spahlingers „adieu m'amour - hommage à guillaume dufay“. In: Rückspiegel – Zeitgenössisches Komponieren im Dialog mit älterer Musik. Mainz 2010, S. 26–34.
- Impuls und Korrektur – Beobachtungen zu Im Nebel IV von Leoš Janáček (gemeinsam mit Kerstin Lücker). In: Leoš Janáček. Musik-Konzepte Band 7, 2. erweiterte Auflage. München 2015. S. 103–123.
- white radiation. LichtKlang-Abtastungen – Werkstatttext über eine Gemeinschaftsarbeit. In: MusikTexte. Heft 151. Köln 2016, S. 55–59.
- Man muss realisieren, was da steht – Beobachtungen zu Leoš Janáčeks »V Mlách« / Im Nebel (1912). In: Analyse und Interpretation. Stuttgarter Musikwissenschaftliche Schriften Band 7. Mainz 2023, S. 122–132.

## CD-Aufnahmen
- szenen, standbilder. werke 1991–2009, edition-rz 10021-22 (2 CDs), 2013.
- Instrumentale Kammermusik: Spiel – Kritik – Parodie. Musik in Deutschland 1950–2000. Deutscher Musikrat, RCA Red Seal/Sony BMG Music 74321 73595 2, 2007.
- Darmstadt Aural Documents. Box 3 Ensembles. NEOS 11230, 2016.